# João Martins de Athayde
João Martins de Athayde (Ingá, 24 de junho de 1880 — Limoeiro, 7 de agosto de 1959) escritor, poeta, cordelista e editor, foi um dos autores que mais contribuíram para a divulgação da literatura de cordel produzida no Brasil no século XX. Participou da primeira geração de proprietários de editoras especializadas em cordel no Brasil, juntamente com Francisco das Chagas Batista e Leandro Gomes de Barros.

## Vida
Filho Belchior Martins da Lima e dona Antônia Lima de Athayde.
João Martins de Athayde nasceu na Paraíba, mas foi muito jovem para o Recife, onde se iniciou no comércio de cordéis. Gostava muito de cinema e passou a usar fotografias de artistas de Hollywood como ilustração das capas dos folhetos. Também encomendava a jovens gravadores cartazes de filmes ilustrações para seus livros de versos. Possuía tipografia própria.
Publicou seu primeiro folheto, intitulado Um preto e um branco procurando qualidades, na Tpografia Moderna.
Com a morte de Leandro Gomes de Barros, comprou à esposa do poeta os direitos autorais do antecessor, numa das primeiras transações do gênero no Brasil. De posse legal sobre as obras, passou a usar o nome João Martins de Athayde como autor de centenas de folhetos que haviam sido escritos por Leandro Gomes de Barros. Esta confusão somente foi desfeita na década de oitenta quando a Fundação Casa de Rui Barbosa publicou os originais escritos por Leandro e, assim, a autoria de muitos folhetos foi restituída.
No entanto, este fato não diminui a importância da obra de João Martins de Athayde, nem tampouco sua contribuição para a poesia popular no Brasil. Suas obras até hoje são reimpressas, quando seu estilo irônico e jornalístico se revela nos versos que faziam a crítica aos costumes modernos.
Em entrevista concedida ao Diario de Pernambuco, em 1944, disse, entre outras afirmações:

"Em algumas me aproveitei do que noticiava o jornal, noutras do que me contava a boca do povo. E em algumas não me baseei em fato nenhum. Imaginei o caso e fiz o meu floreio. Conheci pessoalmente Antonio Silvino. Era no tempo o bandoleiro mais temido. Várias vezes conversou comigo."— João Martins de Athayde 
Após sofrer um AVC, vendeu sua tipografia para José Bernardo da Silva, repassando-lhe estoques e direitos de edição, afastando-se da vida de editor.